# Zavodo-oekovsk
Zavodo-oekovsk (Russisch: Заводоуковск) is een stad in Rusland, in de West-Siberische oblast Tjoemen aan de rivier de Bolsjoj Oek (zijrivier van de Tobol) op ongeveer 96 kilometer ten zuidoosten van Tjoemen. Zavodo-oekovsk vormt het bestuurlijk centrum van het gelijknamige gemeentelijke district Zavodo-oekovski, waarbinnen het een gorodskoj okroeg vormt. Bij de volkstelling van 2002 woonden er ongeveer 26.000 mensen. De stad vormt een centrum voor de productie van landbouwmachines en textielindustrie en ligt aan de Trans-Siberische spoorlijn (2236e kilometer).

## Geschiedenis
De stad ontstond vanuit het dorp Oekovskaja, dat voor het eerst werd genoemd in 1729. In 1787 werd deze plaats hernoemd tot Zavodo-oekovskoje. Deze naam betekent "fabriek (zavod) aan de Oek" en is verbonden met het feit dat in de jaren 50 van de 18e eeuw een branderij werd gebouwd bij de plaats. Aan het begin van de 20e eeuw kreeg de plaats een station (Zavodo-oekovskaja) aan de nieuwe spoorlijn Omsk - Tjoemen, waarbij een aantal barakken werden geplaatst voor de spoormedewerkers. In 1941 werd Zavodo-oekovskoje in de categorie van de arbeidersnederzettingen geplaatst en spoedig daarop, tijdens de Tweede Wereldoorlog, werd een van de geëvacueerde fabrieken uit Europees Rusland naar de plaats overgebracht; een vliegtuigfabriek uit Voronezj. Op 26 april 1960 kreeg de plaats de status van stad en werd hernoemd tot Zavodo-oekovsk. In 1965 werd Zavodo-oekovsk tot bestuurlijk centrum van het gelijknamige district Zavodo-oekovski benoemd.
Er bevinden zich onder andere een branderij (spiritodovotsjny zavod) en een machinefabriek. In de stad bevindt zich ook een streekmuseum. Nabij de stad bevinden zich mineraalwaterbronnen, waar zich een kuuroord bevindt.
| 1939  | 1959  | 1970   | 1979   | 1989   | 2002   |
| ----- | ----- | ------ | ------ | ------ | ------ |
| 6.000 | 8.700 | 17.500 | 21.400 | 25.827 | 25.674 |

Bestuurlijk centrum: Tjoemen

Isjim · Jaloetorovsk · Tobolsk · Zavodo-oekovsk